# Die Partridge Familie

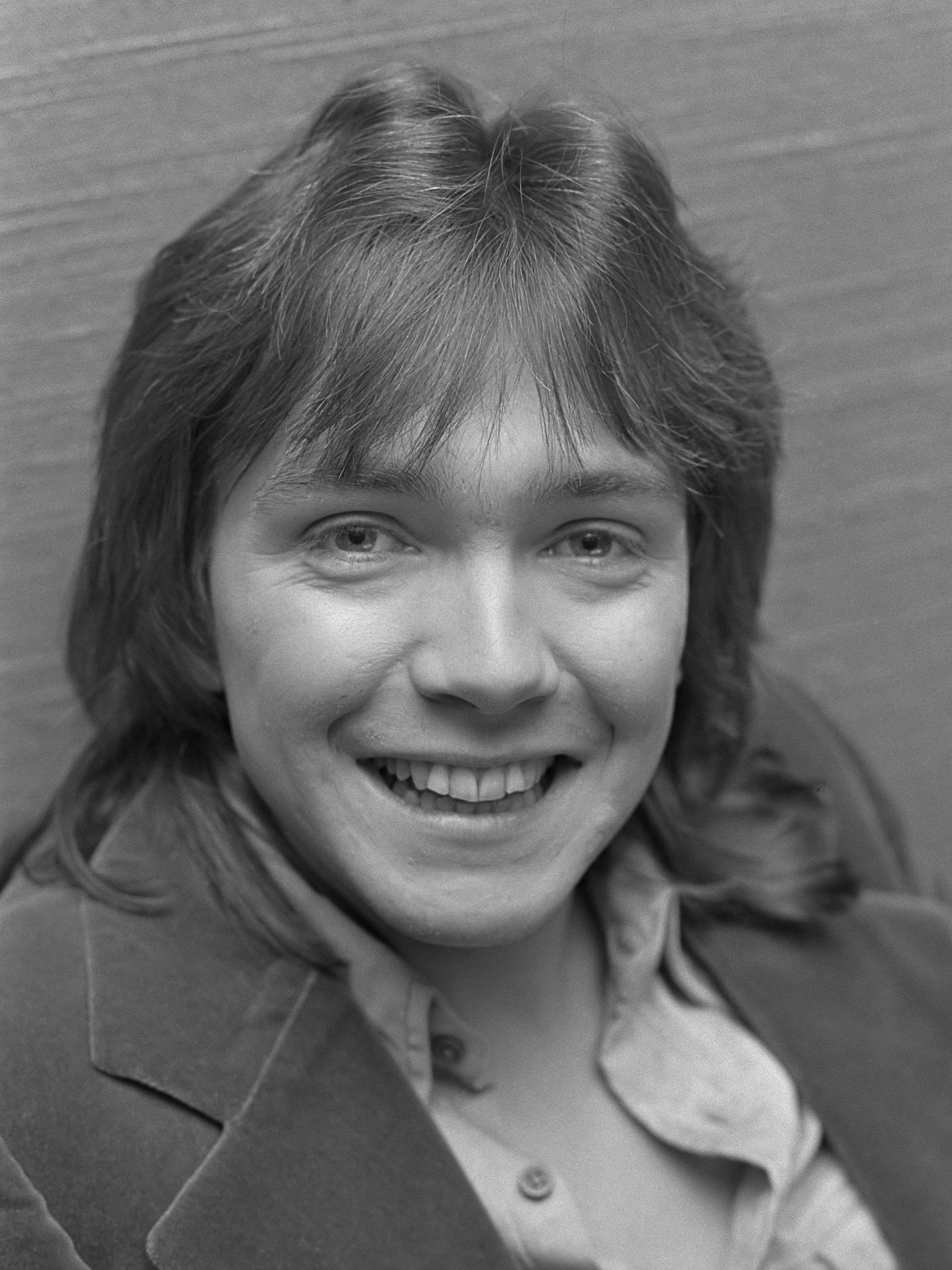
Keith Douglas Partridge alias David Cassidy, 1973

Die Partridge Familie (Originaltitel The Partridge Family) ist eine US-amerikanische Fernsehserie über eine verwitwete Mutter und ihre fünf Kinder, die neben ihrem typischen Vorstadt-Familienleben als Popgruppe auftritt und in einem umgebauten Schulbus durch die USA tourt. Die Sitcom wurde in den USA vom 25. September 1970 bis zum 7. September 1974 vom Fernsehsender ABC ausgestrahlt und erfuhr viele Wiederholungen. Zwischen 1972 und 1976 wurden von der ARD 43 deutschsprachige Folgen gesendet.

## Inhalt
Hauptdarsteller waren Shirley Jones als Mutter Shirley Partridge und David Cassidy als Sohn Keith Partridge (16). Susan Dey spielte die Tochter Laurie (15), Danny Bonaduce Sohn Danny (10), Jeremy Gelbwaks (später ersetzt durch Brian Forster) war Sohn Christopher (7) und Suzanne Crough spielte Tochter Tracy (5). Dave Madden war der Band-Manager Reuben Kincaid, der die Tourbuchungen organisierte. Die Geschichte war von der realen Familienband The Cowsills inspiriert. Produzent der Sitcom war Screen Gems, ein Tochterunternehmen von Columbia Pictures, das bereits die Serie The Monkees hergestellt hatte, wo es ebenfalls um eine fiktive Musikgruppe ging.

## Musik
Wie bereits bei den Monkees, deren Mitglied Davy Jones in einer Folge einen Gastauftritt hatte, wurden parallel zur Serie Alben mit der Musik der Sitcom-Popgruppe veröffentlicht. Obgleich nur David Cassidy in Begleitung von Shirley Jones auf den Alben sang und keiner der Fernsehdarsteller selbst ein Instrument spielte, wurden die Schallplatten über 25 Millionen Mal gekauft und die Partridge Family wurde zum Phänomen.
Der größte Hit der Partridge Family, das Lied I Think I Love You (Autor: Tony Romeo) von 1970, erreichte Platz eins der US-Charts. Das folgende Album stieg auf Rang vier der Billboard 200. Für Leadsänger David Cassidy wurden die Verkaufserfolge zum Start einer eigenen Karriere als Teenidol. Die zweite Single Doesn’t Somebody Want to Be Wanted wurde ein weiterer Millionenseller. Auch I’ll Meet You Halfway, I Woke Up in Love This Morning und It’s One of Those Nights (Yes Love) erreichten noch gute Chartplatzierungen in den US-Top-Twenty. Ab 1972, nach Veröffentlichung des Neil-Sedaka-Coversongs Breaking Up Is Hard to Do, war The Partridge Family, auch bedingt durch Cassidys parallel laufende Solokarriere, in Großbritannien erfolgreicher als in den USA.
Die Sitcom wurde über vier Jahre produziert. Nach 96 Episoden und zehn Alben wurde die Serie wegen schwächelnder Zuschauerquoten abgesetzt.

## Marketing
Unter dem Markennamen Partridge Family wurden erstmals im Musikgeschäft auch Merchandise- und Fanartikel verkauft. Es gab Partridge-Spiele, -Spielzeuggitarren, -Pausenbrotdosen, -Badetücher, -Kinderkleidung, -Bücher und ein -Fanmagazin. Screen Gems kassierte dafür rund 500 Millionen US-Dollar Lizenzgebühren. Die Partridge Family warb zudem für Cornflakes und Haushaltswaren.

## Deutschland
In Deutschland wurden zwischen 1972 und 1976 43 Folgen der Serie unter dem Namen Die Partridge Familie von der ARD ausgestrahlt. Die synchronisierte Fassung belegte den ersten Platz der Bravo-Jahrescharts 1973 als beliebteste Vorabendserie. Hauptdarsteller David Cassidy belegte in den Bravo-Jahrescharts 1973 die Plätze eins und drei mit den Songs Rock me Baby und I am a Clown. Er erhielt den Bravo Otto als beliebtester Sänger des Jahres.

## Nachfolger
Von September 1974 bis März 1975 erlebten die Partridges als Zeichentrickserie eine kurze Wiederauferstehung im Samstagvormittagsprogramm des US-amerikanischen TV-Senders CBS. In Partridge Family 2200 A.D. (dt. Die Partridge Familie im Jahr 2200) der Produktionsfirma Hanna-Barbera wurde die Familie in die Zukunft versetzt. Es gab darin viele neue Figuren wie Veenie, einen marsianischen Freund von Keith, Marion, eine Freundin von Laurie, oder Orbit, einen Roboterhund, der Danny gehörte. Bei einer Wiederaufführung in der Sendung Fred Flintstone & Friends wurde die Zeichentrickserie unter dem Titel The Partridge Family in Outer Space (dt. Die Partridge Familie im Weltall) aufgeführt.
2003 kündigte der US-amerikanische Kabelsender VH1 an, eine aktualisierte Version der Partridge Family produzieren zu wollen. 2004 strahlte der Sender die Casting-Show In Search of the Partridge Family (dt. Auf der Suche nach der Partridge Familie) aus. Das Publikum war aufgerufen, die Darsteller für die neuen Folgen auszuwählen. Nachdem die neue Familie im Oktober 2004 feststand, wurde ein Pilotfilm unter dem Namen The New Partridge Family (dt. Die neue Partridge Familie) hergestellt und im Januar 2005 auf VH 1 gesendet. Unmittelbar darauf wurde die Serie gestrichen. Weitere Folgen entstanden nicht.

## Diskografie

### Alben
| Jahr | Titel                             | Höchstplatzierung, Gesamtwochen, AuszeichnungChartplatzierungen (Jahr, Titel, Platzierungen, Wochen, Auszeichnungen, Anmerkungen) | Höchstplatzierung, Gesamtwochen, AuszeichnungChartplatzierungen (Jahr, Titel, Platzierungen, Wochen, Auszeichnungen, Anmerkungen) | Höchstplatzierung, Gesamtwochen, AuszeichnungChartplatzierungen (Jahr, Titel, Platzierungen, Wochen, Auszeichnungen, Anmerkungen) | Höchstplatzierung, Gesamtwochen, AuszeichnungChartplatzierungen (Jahr, Titel, Platzierungen, Wochen, Auszeichnungen, Anmerkungen) | Anmerkungen                                                                        |
| Jahr | Titel                             | DE | AT | UK | US | Anmerkungen                                                                        |
| ---- | --------------------------------- | --- | --- | --- | --- | ---------------------------------------------------------------------------------- |
| 1971 | The Partridge Family Album        | — | — | — | US4 Gold · (68 Wo.)US | bereits 1970 erschienen in UK auch als Only a Moment Ago veröffentlicht            |
| 1971 | Up to Date                        | — | — | UK46 (2 Wo.)UK | US3 Gold · (53 Wo.)US | starring Shirley Jones feat. David Cassidy Charteintritt in UK erst im Januar 1972 |
| 1971 | Sound Magazine                    | — | — | UK14 (7 Wo.)UK | US9 Gold · (35 Wo.)US | Charteintritt in UK erst im April 1972                                             |
| 1971 | A Partridge Family Christmas Card | — | — | UK45 (1 Wo.)UK | US— GoldUS | Charteintritt in UK erst im Dezember 1972                                          |
| 1972 | Shopping Bag                      | — | — | UK28 (3 Wo.)UK | US18 Gold · (17 Wo.)US |                                                                                    |
| 1972 | Notebook                          | — | — | — | US41 (16 Wo.)US |                                                                                    |
| 1973 | Crossword Puzzle                  | — | — | — | US167 (5 Wo.)US |                                                                                    |

Weitere Alben
- 1973: Bulletin Board (starring Shirley Jones feat. David Cassidy)

* Produzent aller gelisteten Alben ist Wes Farrell.

### Kompilationen
| Jahr | Titel                                   | Höchstplatzierung, Gesamtwochen, AuszeichnungChartplatzierungen (Jahr, Titel, Platzierungen, Wochen, Auszeichnungen, Anmerkungen) | Höchstplatzierung, Gesamtwochen, AuszeichnungChartplatzierungen (Jahr, Titel, Platzierungen, Wochen, Auszeichnungen, Anmerkungen) | Höchstplatzierung, Gesamtwochen, AuszeichnungChartplatzierungen (Jahr, Titel, Platzierungen, Wochen, Auszeichnungen, Anmerkungen) | Höchstplatzierung, Gesamtwochen, AuszeichnungChartplatzierungen (Jahr, Titel, Platzierungen, Wochen, Auszeichnungen, Anmerkungen) | Anmerkungen       |
| Jahr | Titel                                   | DE | AT | UK | US | Anmerkungen       |
| ---- | --------------------------------------- | --- | --- | --- | --- | ----------------- |
| 1972 | At Home with Their Greatest Hits        | — | — | — | US21 Gold · (23 Wo.)US |                   |
| 2006 | Could It Be Forever … The Greatest Hits | — | — | UK52 (2 Wo.)UK | — | mit David Cassidy |

Weitere Kompilationen
- 1972: The Partridge Family TV-Show
- 1973: Greatest Hits (starring David Cassidy)
- 1974: World of the Partridge Family
- 1989: Greatest Hits
- 2000: The Definitive Collection (mit David Cassidy)
- 2005: Come On Get Happy!: The Very Best of the Partridge Family
- 2013: Playlist: The Very Best of the Partridge Family

### Singles
| Jahr | Titel Album                                                | Höchstplatzierung, Gesamtwochen, AuszeichnungChartplatzierungen (Jahr, Titel, Album, Platzierungen, Wochen, Auszeichnungen, Anmerkungen) | Höchstplatzierung, Gesamtwochen, AuszeichnungChartplatzierungen (Jahr, Titel, Album, Platzierungen, Wochen, Auszeichnungen, Anmerkungen) | Höchstplatzierung, Gesamtwochen, AuszeichnungChartplatzierungen (Jahr, Titel, Album, Platzierungen, Wochen, Auszeichnungen, Anmerkungen) | Höchstplatzierung, Gesamtwochen, AuszeichnungChartplatzierungen (Jahr, Titel, Album, Platzierungen, Wochen, Auszeichnungen, Anmerkungen) | Anmerkungen                                                                                            |
| Jahr | Titel Album                                                | DE | AT | UK | US | Anmerkungen                                                                                            |
| ---- | ---------------------------------------------------------- | --- | --- | --- | --- | --- |
| 1970 | I Think I Love You The Partridge Family Album              | DE29 (6 Wo.)DE | AT7 (8 Wo.)AT | UK18 (9 Wo.)UK | US1 Gold · (19 Wo.)US | Charteintritt in Europa erst ab Januar 1971 Autor: Tony Romeo                                          |
| 1971 | Doesn’t Somebody Want to Be Wanted Up to Date              | — | — | — | US6 Gold · (12 Wo.)US | Autoren: Jim Cretecos, Mike Appel, Wes Farrell                                                         |
| 1971 | I’ll Meet You Halfway Up to Date                           | — | — | — | US9 (9 Wo.)US | Autoren: Gerry Goffin, Wes Farrell                                                                     |
| 1971 | I Woke Up in Love This Morning Sound Magazine              | — | — | — | US13 (11 Wo.)US | Charteintritt in UK erst im Februar 1972 Autoren: Irwin Levine, L. Russell Brown                       |
| 1971 | It’s One of Those Nights (Yes Love) Shopping Bag           | — | — | UK11 (11 Wo.)UK | US20 (8 Wo.)US | Charteintritt in UK erst im Februar 1972 Autor: Tony Romeo                                             |
| 1972 | Am I Losing You Shopping Bag                               | — | — | — | US59 (7 Wo.)US | Autoren: Irwin Levine, L. Russell Brown                                                                |
| 1972 | Breaking Up Is Hard to Do At Home with Their Greatest Hits | — | — | UK3 (13 Wo.)UK | US28 (10 Wo.)US | Autoren: Howard Greenfield, Neil Sedaka Original: Neil Sedaka, 1962                                    |
| 1972 | Looking Through the Eyes of Love Notebook                  | — | — | UK9 (9 Wo.)UK | US39 (8 Wo.)US | Charteintritt in UK erst im Februar 1973 Autoren: Barry Mann, Cynthia Weil Original: Gene Pitney, 1965 |
| 1973 | Friend and a Lover Notebook                                | — | — | — | US99 (2 Wo.)US | Autoren: Bobby Hart, Danny Janssen, Wes Farrell                                                        |
| 1973 | Walking in the Rain Notebook                               | — | — | UK10 (11 Wo.)UK | — | Autoren: Barry Mann, Cynthia Weil, Phil Spector                                                        |

grau schraffiert: keine Chartdaten aus diesem Jahr verfügbar
Weitere Singles
- 1971: My Christmas Card to You
- 1973: Lookin’ for a Good Time

## Zitate
- „Mit den Worten von David Cassidy, ähm, als er noch bei der Partridge Familie war, äh, ‘I think I love you’“. (Hugh Grant, in: Vier Hochzeiten und ein Todesfall)[4]